# Edson Gutiérrez
Edson Gutiérrez Moreno (Salamanca, 19 gennaio 1996) è un calciatore messicano, difensore del Santos Laguna.

## Caratteristiche tecniche
È un terzino destro.

## Carriera
Cresciuto nel settore giovanile del Celaya, debutta in prima squadra il 27 gennaio 2013 in occasione dell'incontro di Copa MX perso 3-2 contro il CF Mérida; con il club biancoblù gioca fino al 2018 collezionando complessivamente 58 presenze fra seconda serie e coppa nazionale e 32 incontri con la squadra filiale dell'Irapuato in terza divisione.
Nel 2018 passa a titolo definitivo al Monterrey; debutta in Liga MX il 21 ottobre giocando il match vinto 2-1 contro il Toluca. Il 21 dicembre 2019 gioca da titolare la finale per il terzo posto della coppa del mondo per club vinta ai rigori contro l'Al-Hilal.

## Statistiche
Statistiche aggiornate al 18 aprile 2020.

### Presenze e reti nei club
| Stagione        | Squadra         | Campionato      | Campionato | Campionato | Coppe nazionali | Coppe nazionali | Coppe nazionali | Coppe continentali | Coppe continentali | Coppe continentali | Altre coppe | Altre coppe | Altre coppe | Totale | Totale | Totale |
| Stagione        | Squadra         | Comp            | Pres       | Reti       | Comp            | Pres            | Reti            | Comp               | Pres               | Reti               | Comp        | Pres        | Reti        | Pres   | Reti   |        |
| --------------- | --------------- | --------------- | ---------- | ---------- | --------------- | --------------- | --------------- | ------------------ | ------------------ | ------------------ | ----------- | ----------- | ----------- | ------ | ------ | ------ |
| 2012-2013       | Celaya          | AMX             | 0          | 0          | CM              | 2               | 0               |                    | -                  | -                  |             | -           | -           | 2      | 0      |        |
| 2014-2015       | Celaya          | AMX             | 5          | 0          | CM              | 1               | 0               |                    | -                  | -                  |             | -           | -           | 6      | 0      |        |
| 2015-2016       | Celaya          | AMX             | 2          | 0          | CM              | 2               | 0               |                    | -                  | -                  |             | -           | -           | 4      | 0      |        |
| 2016-2017       | Celaya          | AMX             | 8          | 0          | CM              | 1               | 0               |                    | -                  | -                  |             | -           | -           | 9      | 0      |        |
| 2017-2018       | Celaya          | AMX             | 31         | 0          | CM              | 6               | 1               |                    | -                  | -                  |             | -           | -           | 37     | 1      |        |
| 2015-2016       | Irapuato        | SDP             | 13         | 0          |                 | -               | -               |                    | -                  | -                  |             | -           | -           | 13     | 0      |        |
| 2016-2017       | Irapuato        | SDP             | 19         | 1          |                 | -               | -               |                    | -                  | -                  |             | -           | -           | 19     | 1      |        |
| 2018-2019       | Monterrey       | LMX             | 12         | 0          | CM              | 5               | 0               | CCL                | 0                  | 0                  | SM          | 1           | 0           | 18     | 0      |        |
| 2019-2020       | Monterrey       | LMX             | 5          | 0          | CM              | 10              | 0               |                    | -                  | -                  | CdM         | 1           | 0           | 16     | 0      |        |
| 2020-2021       | Monterrey       | LMX             | 5          | 0          |                 | -               | -               | CCL                | 2                  | 0                  |             | -           | -           | 7      | 0      |        |
| Totale carriera | Totale carriera | Totale carriera | 100        | 1          |                 | 27              | 1               |                    | 2                  | 0                  |             | 2           | 0           | 131    | 2      |        |

## Palmarès

### Club

#### Competizioni nazionali
- Campionato messicano: 1

Monterrey: Apertura 2019
- Coppa del Messico: 1

Monterrey: Apertura 2019

### Competizioni internazionali
- CONCACAF Champions League: 2

Monterrey: 2019, 2021